# مارک فرشت
مارک فرشت (انگلیسی: Mark Frechette؛ ۴ دسامبر ۱۹۴۷ – ۲۷ سپتامبر ۱۹۷۵) هنرپیشه اهل ایالات متحده آمریکا بود.
از فیلم‌ها یا برنامه‌های تلویزیونی که وی در آن نقش داشته‌است می‌توان به نقطه زابریسکی اشاره کرد.